# Colposcopie
 (août 2012).
Si vous disposez d'ouvrages ou d'articles de référence ou si vous connaissez des sites web de qualité traitant du thème abordé ici, merci de compléter l'article en donnant les références utiles à sa vérifiabilité et en les liant à la section « Notes et références ».

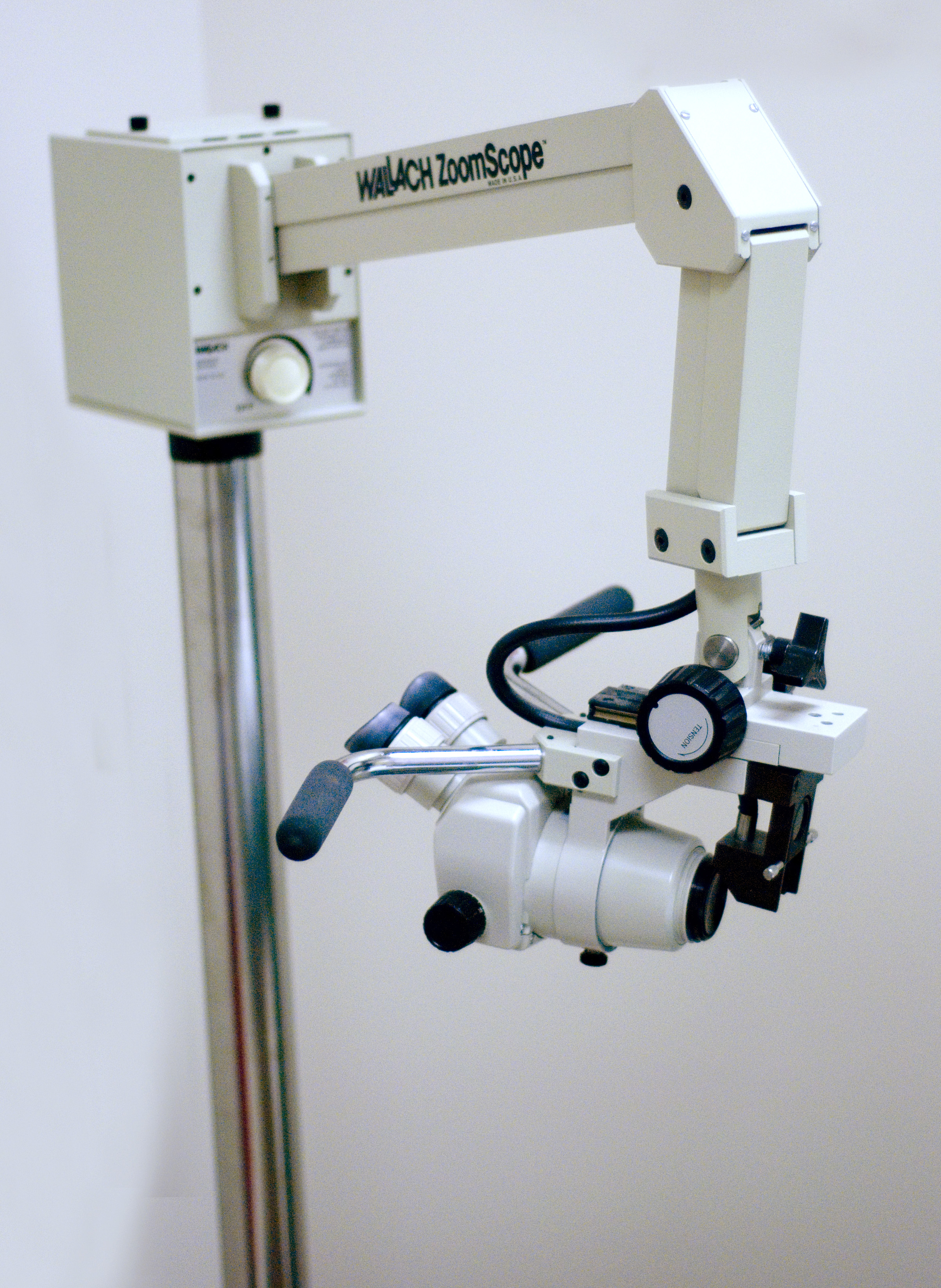
Un Colposcope

La colposcopie (du grec ancien kolpos : "cavité, utérus, vagin" et skopos "regarder") est l'examen du col utérin et du vagin au moyen d'une loupe binoculaire qui grossit de vingt à cinquante fois, selon les appareils et les optiques choisies pour cet examen médical.
Elle s'intègre surtout dans la stratégie du dépistage et du traitement des dysplasies du col utérin, des lésions pré-cancéreuses dues au Papillomavirus humain, avec d'autres examens comme le frottis et le test biologique de recherche des Papillomavirus cancérigènes ("test HPV").

## Indications
La colposcopie est réalisée dans les indications suivantes :
1. Découverte à l'œil nu d'une anomalie au niveau des muqueuses du col de l'utérus ou du vagin.
2. Frottis cervico-vaginaux anormaux nécessitant un examen approfondi du col utérin avec réalisation de biopsies guidées.
3. Surveillance de l'évolution d'une infection du col par un Papillomavirus cancérigène.
4. Surveillance après traitement d'une dysplasie due à une infection par un Papillomavirus cancérigène pour détecter une récidive.

## Technique de la colposcopie
La colposcopie est un examen du col de l'utérus et du vagin par l'intermédiaire d'un colposcope (qui est un appareil optique grossissant) pour rechercher et repérer sur ces organes des lésions inflammatoires ou précancéreuses ou cancéreuses et ensuite pratiquer des biopsies guidées de ces lésions.
Pour que l'examen colposcopique du col utérin soit réalisé correctement il faut que le médecin puisse étudier la zone de la jonction entre le revêtement de la partie extérieure du col utérin (l'exocol) et le revêtement du canal cervical (endocol) ; cette zone de jonction est facilement visible dans la période du cycle menstruel qui correspond aux quelques jours qui précédent l'ovulation.
La colposcopie est souvent réalisée à la suite de :
- frottis cervicovaginaux anormaux nécessitant un examen approfondi du col utérin avec la réalisation des biopsies guidées ;
- parfois d'emblée, sans frottis cervical préalable si l'examen clinique à l'œil nu suspecte des anomalies nécessitant l'exploration ;
- dans le cadre de la surveillance des lésions déjà mises en évidence et traitées.

L'examen colposcopique comprend trois ou quatre temps :
- examen sans préparation du col utérin avant et après nettoyage avec un coton sec ;
- parfois, il faut utiliser des écarteurs spécifiques pour explorer convenablement la jonction exo-endocervicale (spéculum de Koogan) ;
- l'examen du col utérin sous agrandissement optique et après utilisation de filtres de lumière spécifiques, on peut mettre en évidence et étudier les réseaux de micro-vaisseaux sanguins qui se trouvent sur la surface de l'exocol (la partie intravaginale du col utérin), les anomalies de ces réseaux (la néovascularisation et l'anarchie de répartition) permettent de localiser les zones anormales de l'exocol et de la zone de jonction ;
- examen après application d'acide acétique à 2 % : les anomalies des revêtements du col utérin apparaissent (elles prennent une coloration blanchâtre grâce à la coagulation des protéines : zone blanche, mosaïque, base...) ;
- examen après badigeonnage du col utérin au lugol (test de Schiller) : le lugol se fixe sur le revêtement normal de l'exocol porteur de glycogène (complexe de sucres), cette fixation colore l'exocol en couleur brunâtre sauf les lésions du revêtement de l'exocol qui sont dépourvues de glycogène et qui ne prennent pas cette coloration (test négatif) ;
- biopsie colpoguidée du col utérin : à la suite de l'ensemble des observations précédentes, le médecin peut parfois juger nécessaire de réaliser des biopsies au niveau des zones lésionnelles individualisées, ces biopsies sont effectuées à l'aide des pinces à biopsies inventées pour cet acte.

Parfois, quand la zone de jonction est impossible à visualiser, l'opérateur peut être amené à réaliser un curetage de l'endocol en utilisant soit une curette soit une canule de Novack.

## Résultats de la colposcopie
Les lésions intra épithéliales de bas grade sont des anomalies épithéliales qui comprennent :
- les infections à HPV : Abréviation de Human Papilloma Virus. Les papillomavirus appartiennent à une famille de virus à ADN. On en dénombre une soixantaine de variétés. Ils sont impliqués dans la genèse du cancer du col. Les HPV de type 6 et 11 prédominent dans les condylomes et les HPV de type 16 et 18 (HPV oncogènes) prédominent dans les dysplasies modérées (CIN II) et sévères (CIN III).
- les dysplasies légères (CIN I ) : II s'agit de lésions précurseurs du cancer infiltrant du col caractérisées par un trouble de la croissance et de la différenciation épithéliale associant des anomalies architecturales (appréciées en histologie) et cytologiques (visibles sur le frottis).

Par définition, la lésion est cantonnée à l'épithélium (elle reste intra-épithéliale) et ne franchit pas la membrane basale. En fonction de la proportion des éléments atypiques se substituant à l'épithélium normal on distingue, selon l'OMS, en histologie :
- la dysplasie légère : anomalies nucléaires dans le tiers inférieur de l'épithélium ; équivalent de la CIN I
- la dysplasie modérée : anomalies nucléaires atteignant la moitié voire les 2/3 de la hauteur de l'épithélium ; équivalent de la CIN II
- la dysplasie sévère ou le carcinome in situ (on ne peut les différencier) anomalies nucléaires concernant la totalité de l'épithélium ; équivalent de la CIN III.

Dans les dysplasies légères et/ou modérées, l'épithélium comporte généralement en surface des signes d'infection à HPV. Les cellules provenant d'une dysplasie desquament sous forme de placards constitués d'éléments à noyau augmenté de volume, à contour irrégulier, dyscaryotiques, hyperchromatiques.
CIN I : Abréviation de Cervical Intraepithelial Neoplasia. Ce sont des lésions précurseurs du cancer infiltrant du col. Le terme est synonyme de dysplasie (OMS). Selon la classification de Richart, il y a trois grades de sévérité :
- CIN I = dysplasie légère
- CIN II = dysplasie modérée
- CIN III = dysplasie sévère - carcinome in situ.

La colposcopie permet encore le diagnostic de certaines infections spécifiques, comme les trichomonases (dues à un parasite, Trichomonas vaginalis) et les mycoses (dues à des levures microscopiques, Candida albicans).

## Est-ce douloureux?
Cet examen n'est pas plus désagréable qu'un simple frottis du col de l'utérus. Il est indolore, mais certaines personnes peuvent ressentir un picotement ou une légère sensation de brûlure lors de l'application d'acide acétique ou de Lugol.